# 越前勝山藩
越前勝山藩（えちぜんかつやまはん）は、越前国勝山周辺を支配した藩。居城は勝山城。

## 概要
慶長5年（1600年）の関ヶ原の戦い後、越前一国68万石は徳川家康の次男・結城秀康に与えられた。秀康は家臣の林定正に勝山に9800石を与えて預けたが、定正は慶長17年（1612年）に福井藩の第2代藩主・松平忠直によって追放され、以後は代官が派遣されていた。ところが元和9年（1623年）に忠直が幕命によって改易された。この後も福井藩は幕府の計らいで存続したが、このときに福井藩の支藩として、秀康の三男・松平直政の大野藩5万石、五男・結城直基の越前勝山藩3万石（一説には2万5000石）が成立した。直基は寛永12年（1635年）に大野へ移封され、代わって勝山には末弟の松平直良（木本藩主）が入った。正保元年（1644年）に直良が大野藩へ移封となると、空いた勝山藩は廃藩となり、福井藩預かりを経て貞享3年（1686年）に幕府領となった。
元禄4年（1691年）、美濃国高須藩より小笠原貞信が2万2000石で入り、再び勝山藩が立藩する。貞信は検地などを行なって藩政基盤を固めた。
宝永5年（1708年）、元々あった勝山城址への築城許可が下り、7代藩主小笠原長貴の代に勝山城の完成を見た。文政5年（1822年）に、本丸より出火し、門、高塀、土蔵を残してほぼ全焼失したが、文政9年（1826年）に再建された
1858年（安政5年）2月26日、地震により天守、櫓、石垣が大破。金1000両を借り受けた。
幕末期には勝山は飢饉などの天災に見舞われて10回にわたる百姓一揆や打ちこわしが発生するなど、藩政は多難を極めた。しかし家老の林毛川が主導する煙草改会所設置による専売制実施などによる藩政改革などで乗り切った。ただし毛川の改革が領民に多大な負担をかけたことも事実で、藩主・小笠原長守は遂に領民の反対もあって毛川を解任し、謹慎させている。
明治元年（1868年）の戊辰戦争では新政府軍に与して、京都周辺の警備を担当した。明治2年（1869年）の版籍奉還で長守は知藩事となった。明治4年7月14日（1871年8月29日）の廃藩置県によって勝山藩は勝山県となり、長守は免官され東京に移住した。
さらに明治4年11月20日、勝山県は他の越前国の県と再編され、福井県となった。

## 歴代藩主

### 結城松平家
3万石 親藩
- 松平直基

### 明石松平家
3万5000石 親藩
- 松平直良

直基と直良は兄弟であるが、直良への交代は跡目相続でなく転封による。直良のさらなる転封の後、越前福井藩預かり、のち幕府領となる。

### 小笠原家
2万2000石 譜代
1. 小笠原貞信
2. 小笠原信辰
3. 小笠原信成
4. 小笠原信胤
5. 小笠原信房
6. 小笠原長教
7. 小笠原長貴
8. 小笠原長守

## 幕末の領地
- 越前国
  - 大野郡のうち - 52村